# Louis Jacobi
Pour les articles homonymes, voir Jacobi.
Louis Théophile Jacobi, né à Schiltigheim en 1797 et mort dans la même ville le 9 mai 1871, est un chirurgien et médecin cantonal français qui se distingua par son dévouement, notamment lors de l'épidémie de variole de 1855 et pendant le siège de la ville de Strasbourg en 1870. 

## Biographie
Il entre en 1812 dans le service sanitaire de la 5e division de l'armée napoléonienne. En 1815, il s'établit comme médecin à Schiltigheim. Il y est nommé maire lors de la guerre de 1870 et quitte ses fonctions à l'entrée de l'armée allemande.

## Hommages
Un monument à sa mémoire fut érigé à Schiltigheim le 23 mai 1873. Une « rue du Docteur Louis Jacobi » y perpétue également son souvenir.